# Замок Дрочил
Замок Дро́чил (англ. Drochil Castle) — руїни шотландського замку 16 століття, на північному заході області Шотландських кордонів.

## Розташування

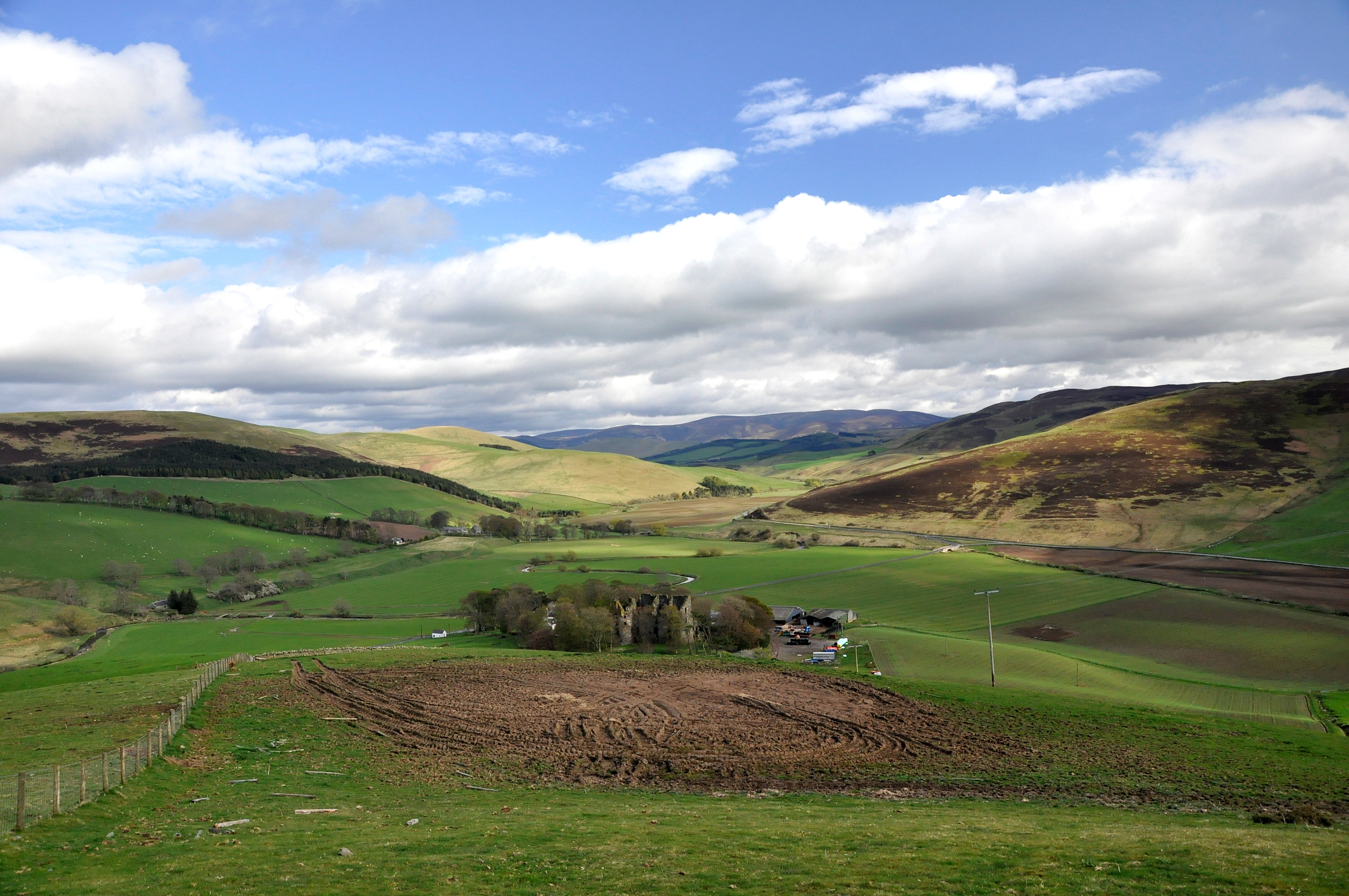

Руїни замку розташовані в невеликому гаю на автодорозі B7509 (за 600 метрів від дороги A72) приблизно у 150 метрах від річки  Лін-Воте .

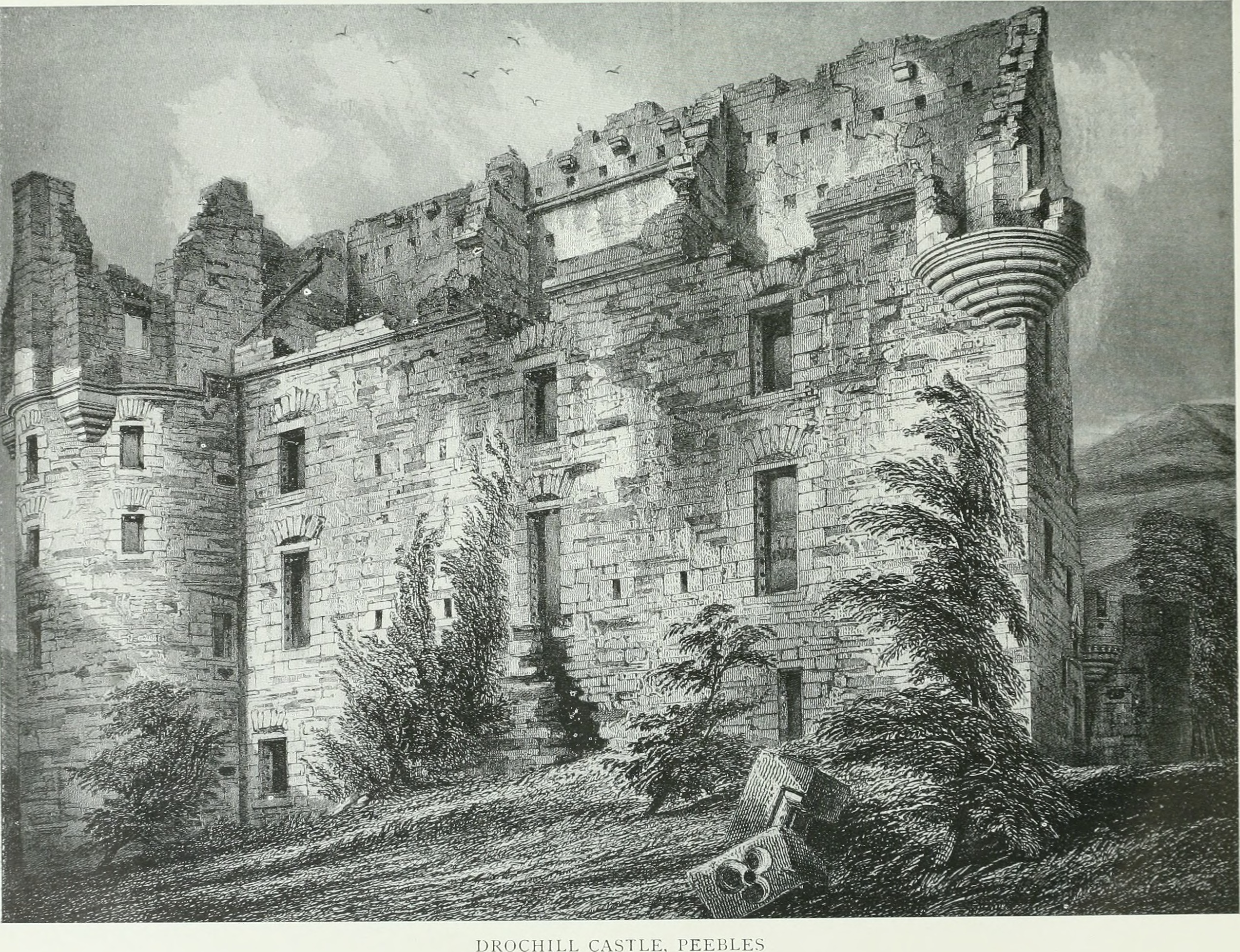
Замок у 1909 році

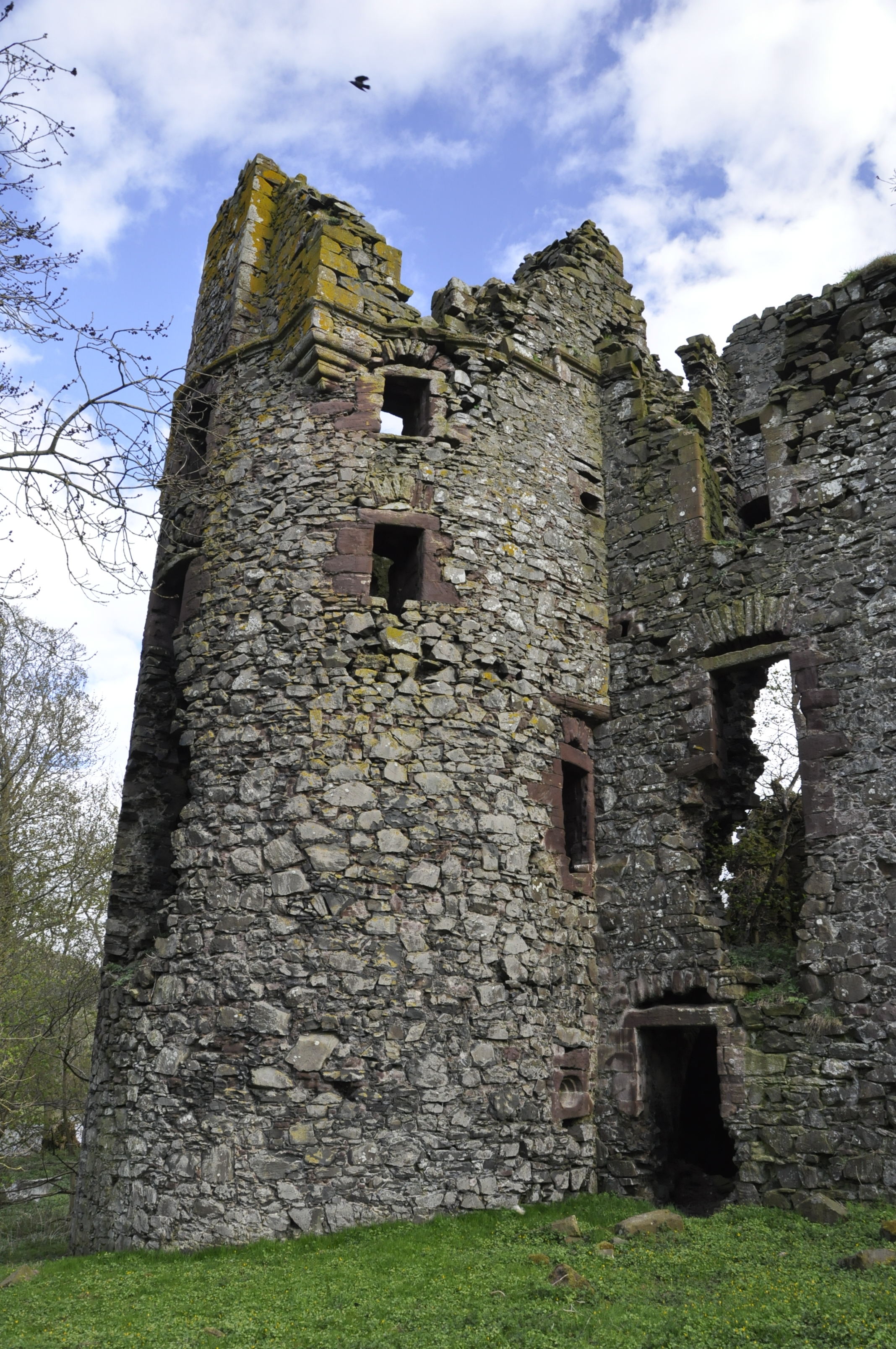
Вежа замку

Найближчі населені пункти: село Блайт-Брідж — приблизно у 3,5 км на північний захід від замку, Романнобрідж — за 5 км на північ, Голлін — у 4,5 км на південний схід, Стобо — у 6 км на південний схід.

## Архітектура
Замок є чотириповерховим, з мансардою, розміри замку 25 м х 21 м. Всередині, на кожному поверсі є довгий широкий коридор, що йде по центру будівлі від східного до західного кінця. На двох кутах замку є круглі вежі діаметром по 7,6 метрів, у кожній з веж — по дві бійниці. На першому поверсі знаходиться зал розміром 15,2 на 6,7 метрів (бл. 102 м²) та чотири спальні.
Будівля знаходиться в аварійному стані і є закритою для відвідин. Руїни замку внесені в «Список будинків особливого архітектурного або історичного інтересу» і у «Список археологічних пам'яток або історичних будівель національної важливості».

## Історія замку
Будівництво замку розпочав граф Джеймс Дуглас, регент Шотландії, в 1578 році. У 1581 році він був страчений королем Яковом I. Замок, на той час, був збудований ледь наполовину. Більше добудовою споруди ніхто не займався, і замок ось уже майже чотири з половиною століття так і залишається недобудованим.
У 1630 році замок був остаточно покинутий. У 1686 році недобудований замок придбав герцог Вільям Дуглас, і до цього часу ним володіють його спадкоємці з роду Баклю.
У XIX столітті недобудований замок був частково розібраний місцевими фермерами для своїх потреб.